# 矢筈山 (那賀町・阿南市)
矢筈山（やはずやま）は、徳島県阿南市と那賀郡那賀町にある山である。標高は565.8m。

## 地理
阿南市と那賀郡那賀町、海部郡美波町との境界線をなす稜線上に位置し、阿南市と那賀町の境をなす。後世山の西方2.5kmの地点にある。喜来谷・元信谷の源流をなす。
北側斜面は広葉樹が多く、野生のニホンザルの生息地でもある。北西方の麓に釜ノ滝がある。登山道は阿南市新野町の元信・喜来などから通じる。